# Fomperron
Fomperron település Franciaországban, Deux-Sèvres megyében. Lakosainak száma 388 fő (2022. január 1.). Fomperron Exireuil, Ménigoute, Nanteuil, Saint-Germier, Soudan és Les Châteliers községekkel határos.

## Népesség
A település népességének változása:
| Lakosok száma | 428  | 424  | 432  | 420  | 412  | 405  | 399  | 394  | 388  |
|               | 2013 | 2015 | 2016 | 2017 | 2018 | 2019 | 2020 | 2021 | 2022 |